# Abies nordmanniana equi-trojani
Abies nordmanniana equi-trojani (Asch. & Sint. ex Boiss.) Coode & Cullen, 1965, è una sottospecie di A. nordmanniana appartenente alla famiglia delle Pinaceae, endemica del monte Olimpo della Misia e del monte Ida, in Turchia.

## Etimologia
Il nome generico Abies, utilizzato già dai latini, potrebbe, secondo un'interpretazione etimologica, derivare dalla parola greca ἄβιος = longevo. Il nome specifico nordmanniana fu assegnato in onore del biologo finlandese Alexander von Nordmann, che introdusse questa sottospecie nei giardini botanici nel 1838. L'epiteto equi-trojani fa riferimento all'antica provincia della Troade, corrispondente alla penisola di Biga, che è dominata dal Monte Ida, una delle due località dove vegeta questa sottospecie.

## Descrizione
Questa sottospecie differisce da A. nordmanniana per le gemme lievemente resinose, e per i giovani virgulti che sono glabri; inoltre le cuspidi delle brattee dei macrosporofilli sono corte.

### Portamento
Abete che può raggiungere i 20-30 m di altezza, con tronco fino a 4 m di circonferenza, con chioma stretta e conica. I virgulti sono marroni-giallastri, glabri.

### Foglie
Le foglie sono aghiformi, disposte irregolarmente e affollate nella parte superiore dei virgulti, lunghe 15-30 mm; hanno due bianche bande di stomi divise in 6-8 linee. Hanno apice ottuso o appuntito. Le gemme sono resinose, ovoidali, di color nocciola, con punte ottuse.

### Frutti
I coni femminili sono cilindrici-ovoidali, lunghi 10 cm e larghi 4,5-5 cm, marroni rossastri da immaturi, poi marroni-scuri, con apice ovoidale. Le brattee sono esposte, concave, con punte a forma di freccia o lobate. I semi sono lunghi 6 mm, 22 mm con la parte alata.

### Corteccia
La corteccia è spessa, giallastra grigia-marrone, divisa in scaglie.

## Distribuzione e habitat
Vegeta in foreste miste con Pinus nigra, Fagus orientalis e specie del genere Quercus, sui pendii rivolti a nord, ad altitudini comprese tra 750 e 1450 m.

## Tassonomia
Si tratta di un taxon la cui classificazione è oggetto di dispute da decenni; Flous (1936) lo riteneva un ibrido tra A. cephalonica e A. nordmanniana, mentre Mattfeld (1930) lo riteneva un ibrido tra A. alba e A. cephalonica. Vidakovic (1991) suggerisce che in tutta l'area del nord e della Turchia esiste solo una specie, A. nordmanniana. Farjon (1990) ricorda che la sottospecie equi-trojani veniva considerata una specie a parte da Mattfeld (1925), inoltre le ipotesi di ibridazione vennero abbandonate da Davis et al (1965) e Nitzelius (1969), anche se riproposte da Liu successivamente (1971); conclude notando che le differenze morfologiche tra A. nordmanniana e le subpopolazioni presenti nel nord-ovest della Turchia, sono troppo lievi e che quindi lo status di sottospecie è più idoneo a classificarle.

### Sinonimi
Numerosi sono i sinonimi:
- Abies bornmuelleriana Mattf.
- Abies cephalonica var. graeca (Fraas) Tang S.Liu
- Abies equi-trojani (Asch. & Sint. ex Boiss.) Mattf.
- Abies nordmanniana subsp. bornmuelleriana(Mattf.) Coode & Cullen
- Abies nordmanniana var. bornmuelleriana (Mattf.) Silba
- Abies olcayana Ata & Merev
- Abies pectinata var. equi-trojani Asch. & Sint. ex Boiss.

## Conservazione
Questa sottospecie ha un areale primario ristretto (circa 164 km²), disgiunto in due località distanti 250 km, e sottoposto a stress di ecosistema a causa degli incendi, delle piogge acide, dello sfruttamento illegale praticato dalle popolazioni locali e dalla crescente pressione turistica. Per questi motivi viene classificata come specie in pericolo nella Lista rossa IUCN.